# Perdita nigroaenea
Perdita nigroaenea är en biart som beskrevs av Timberlake 1968. Perdita nigroaenea ingår i släktet Perdita och familjen grävbin. Inga underarter finns listade i Catalogue of Life.